# Tears for Fears
Tears for Fears é uma banda britânica de rock e new wave formada em 1981 por Roland Orzabal (voz e guitarra) e Curt Smith (voz e baixo). Fundada após a dissolução da primeira banda da dupla, Graduate, o Tears for Fears era inicialmente associado com as bandas de sintetizadores new wave do começo dos anos 1980, mas posteriormente o estilo se ramificou para o rock e o pop mainstream, que os levaram para as paradas de sucesso internacionais. A banda fez parte da Segunda Invasão Britânica nos Estados Unidos, dirigida pela MTV.
O álbum de estreia da banda, The Hurting, alcançou disco de ouro e primeiro lugar no UK Álbum Chart, enquanto seu segundo álbum, Songs from the Big Chair, alcançou primeiro lugar na Billboard 200 e o status de multi-platina no Reino Unido e nos Estados Unidos. Seu segundo álbum continha dois sucessos na Billboard Hot 100: “Shout” e “Everybody Wants to Rule the World”, que posteriormente ganharia o Brit Awards para Melhor Música Britânica em 1986.
Smith e Orzabal se separaram em 1991, após o lançamento de seu terceiro álbum The Seeds of Love em 1989, embora Orzabal tivesse mantido o nome Tears for Fears durante todo o restante da década de 1990. A dupla foi re-formada em 2000, e em 2004 lançou um novo álbum, Everybody Loves a Happy Ending. Desde 2013 o duo tem trabalhado em seu sétimo álbum. Tears for Fears vendeu mais de 30 milhões de discos por todo o mundo.

## Carreira

### Formação
Orzabal e Smith se conheceram ainda adolescentes na cidade de Bath, no sudoeste da Inglaterra, embora Orzabal fosse originalmente de Leigh Park, em Hampshire. A dupla se tornou músicos auxiliares da banda Neon, onde conheceram quem viria a ser o primeiro baterista do Tears for Fears, Manny Elias. Neon também contou com Pete Byrne e Rob Fisher, que no futuro formariam a banda Naked Eyes. O primeiro álbum profissional de Smith e Orzabal veio com a banda Graduate, um projeto mod revival/new wave. Em 1980, Graduate lançou um álbum, Acting My Age, e um single “Elvis Should Play Ska” (referindo-se à Elvis Costello, não Presley). O single perdeu o top 100 no Reino Unido, apesar de ter alcançado um bom desempenho na Espanha e Suíça.
Em 1981, Orzabal e Smith foram influenciados por artistas como Talking Heads, Peter Gabriel e Brian Eno. Eles se desligaram da Graduate e formaram uma banda chamada History of Headaches, que logo mudaram para Tears for Fears. O nome da banda foi inspirado na terapia primal, desenvolvida pelo psicanalista americano Arthur Janov, que ganhou enorme publicidade após John Lennon se tornar seu paciente em 1970. Em uma entrevista de 2004 para o canal VH1 do Reino Unido, Orzabal e Smith disseram que quando finalmente conheceram Janov em meados dos anos 80, ficaram desiludidos ao descobrir que ele havia se tornado popular demais no estilo “hollywood”, e queria que a banda escrevesse um musical para ele.
Como Tears for Fears, Orzabal e Smith dedicaram-se a formar o núcleo do grupo e trazer músicos para ajudá-los a completar o quadro. Nesse tempo eles conheceram o músico local Ian Stanley, que lhes ofereceu o uso gratuito do estúdio da sua casa. Stanley começou a trabalhar com o duo como tecladista e, após gravar duas demos, a banda assinou contrato com a Phonogram Records do Reino Unido em 1981, pelo empresário musical Dave Bates. Seu primeiro single, “Suffer the Children” (produzido por David Lord) foi lançado por essa gravadora em novembro de 1981, seguido pela primeira versão de “Pale Shelter” (produzida por Mike Howlett) em março de 1982, embora nenhum desses lançamentos tivessem sido bem sucedidos.

### The Hurtinge os primeiros sucessos internacionais (1982-83)
O primeiro sucesso da banda veio com o seu terceiro single, “Mad World”, que alcançou o terceiro lugar no Reino Unido em novembro de 1982. Seu primeiro álbum, The Hurting, foi lançado em março de 1983. Para esse LP (e o próximo), o tecladista e compositor Ian Stanley e o baterista Manny Elias foram considerados membros efetivos da banda, ainda que Smith e Orzabal eram essencialmente os vocalistas e rostos públicos da banda.
O álbum, produzido por Chris Hughes e Ross Cullum, apresentou canções baseadas em guitarras e sintetizador com letras que refletiam a amarga infância de Orzabal. The Hurting pode ser considerado o único álbum verdeiramente conceitual do Tears for Fears, uma vez que referências ao sofrimento emocional e a terapia do grito primal são encontradas em quase todas as músicas. O álbum por ele mesmo foi um grande sucesso e teve uma longa ascensão nas paradas de sucesso (65 semanas) no Reino Unido, onde alcançou o primeiro lugar e título de platina. O álbum também alcançou o top 20 em vários outros países e produziu os singles de sucesso internacional “Mad World” (top 5 nas Filipinas e África do Sul), “Change” (top 40 na Austrália, Canadá, Irlanda, Israel, Itália, Holanda, Filipinas, Polônia e África do Sul), e uma regravação de “Pale Shelter” (top 10 nas Filipinas). Todos esses três singles alcançaram o Top 5 no Reino Unido.
Para o fim de 1983, a banda lançou um novo single e levemente mais experimental, “The Way You Are”, concebida como um paliativo enquanto eles trabalhavam em seu segundo álbum. O single alcançou top 30 no Reino Unido, mas não chegou nem perto de corresponder ao sucesso de seus três hits anteriores, apesar da turnê nacional realizada em dezembro daquele ano (gravada em vídeo e lançada no DVD “In My Mind's Eye”). O single, que foi fortemente caracterizado por amostras e ritmos programados, foi uma despedida da abordagem musical anterior do Tears for Fears. No encarte do seu álbum de compilação de b-sides “Saturnine Martial & Lunatic” lançado em 1996, eles escreveram que “esse foi o ponto em que percebemos que precisávamos mudar de direção”, apesar de que um pouco do estilo experimental do single continuou a ser refletido em suas próximas b-sides.

### Songs From the Big Chaire fama mundial (1984-88)
No início de 1984 a banda começou a trabalhar com um novo produtor, Jeremy Green, em seu novo single “Mothers Talk”. Contudo, a equipe estava ultimamente descontente com os resultados e assim o produtor Chris Hughes foi trazido de volta ao grupo, e o single “Mothers Talk” foi re-produzido para lançamento em agosto de 1984. Uma despedida de seus trabalhos anteriores, o single se tornou top 20 no Reino Unido, mas foi o single seguinte, “Shout” (lançado no Reino Unido em novembro de 1984) que ocasionou o verdadeiro início da fama internacional da banda.
“Shout”, top 5 no Reino Unido, pavimentou o caminho para o segundo álbum, Songs From The Big Chair (lançado em fevereiro de 1985), que entrou em segundo lugar para as paradas e permaneceu em altas colocações pelos 12 meses seguintes. A banda acabou com o aspecto predominante de synthpop do primeiro álbum, e ao invés disso expandiram o som para algo um pouco mais sofisticado, que se tornaria a marca estilística da banda. Ancorado em torno do centro criativo de Orzabal, Stanley e o produtor Hughes, o som do novo Tears for Fears ajudou a transformar Songs From The Big Chair em uma das maiores vendas do ano em todo o mundo, sendo certificado com tripla platina no Reino Unido e quíntuplo de platina nos Estados Unidos (onde permaneceu em primeiro lugar por cinco semanas no verão de 1985).
O título do álbum foi inspirado no livro e série de televisão “Sybil”, que contava as crônicas de uma mulher com transtorno de personalidade múltipla que procurou refúgio na “grande cadeira” do seu analista. Orzabal e Smith afirmaram que sentiram que cada uma das canções do álbum tinham uma personalidade distinta de suas próprias. A banda também gravou uma faixa intitulada “The Big Chair”, que foi lançada como b-side de “Shout”, mas não foi incluída no álbum.
O sucesso do álbum veio em conjunção com a lista de hits que foram produzidos: “Mothers Talk” (regravado mais uma vez para seu lançamento nos Estados Unidos em 1986), “Shout” (quarto lugar no Reino Unido, primeiro lugar nos Estados Unidos, Austrália, Canadá, Alemanha, Holanda, Suíça e um enorme sucesso em outros territórios, de fato um dos maiores sucessos dos anos 80), “Everybody Wants to Rule the World” (seu maior hit no histórico das paradas do Reino Unido, segundo lugar na Irlanda, e primeiro lugar nos Estados Unidos e Canadá), “Head Over Heels” (décimo segundo lugar no Reino Unido, terceiro lugar nos Estados Unidos, quinto lugar na Irlanda e oitavo lugar no Canadá), e “I Believe (A Soulful Re-Recording)” (vigésimo terceiro lugar no Reino Unido e décimo lugar na Irlanda). Alguns territórios nem mesmo viram o lançamento da edição limitada dos singles de 10'' desses hits, e mais uma variedade de packs duplos e discos com imagens em adição aos formatos regulares de 7'' e 12''.
Após o lançamento do álbum, a banda fez uma turnê mundial que durou a maior parte do ano. Entre essas apresentações estavam a de Montreux Golden Rose Rock and Pop Festival, em maio de 1985. Em setembro de 1985, a banda apresentou “Shout” no MTV Video Music Awards de 1985, na Radio City Music Hall em Nova York. Também durante a turnê, Orzabal e Smith descobriram uma cantora/pianista americana, Oleta Adams, que estava se apresentando no bar do hotel Kansas City, e quem eles convidaram para colaborar com o próximo álbum. Para o final do ano, a banda lançou uma coleção de vídeos/documentário intitulado "Scenes from the Big Chair".
Em fevereiro de 1986, tendo completado a longa e exaustiva turnê mundial Big Chair, a banda foi homenageada no 1986 BRIT Awards em Londres, onde eles venceram o prêmio Melhor Single Britânico com “Everybody Wants to Rule the World”. A banda também foi nomeada para Melhor Banda Britânica e Melhor Álbum Britânico, e Chris Hughes foi nomeado para Melhor Produtor. A banda apresentou a canção na cerimônia, que se tornou a última apresentação pública do baterista Manny Elias, que deixou a banda pouco tempo depois.
No mesmo ano, Orzabal e Stanley trabalharam juntos em um projeto paralelo chamado Mancrab e lançaram um single, “Fish for Life”, que foi escrito para a trilha sonora do filme Karatê Kid, Parte II. A faixa foi escrita e produzida por Orzabal e Stanley, e contou com os vocais do cantor/dançarino americano Eddie Thomas, que foi um dos dançarinos no clipe de “Everybody Wants to Rule the World”.
Em 1988, Curt Smith apareceu durante o Tributo ao 70º Aniversário de Nelson Mandela tocando “Everybody Wants to Rule the World”, com acompanhamento dos músicos Phil Collins, Midge Ure e Mark Brzezicki no palco.

### Live Aid (1985)
Em 13 de julho de 1985, a banda estava programada para se apresentar no JFK Stadium, na Filadélfia, para o evento de caridade Bob Geldof’s Live Aid. Porém, na manhã do evento histórico, foi anunciado que a banda estava fora do show (eles foram substituídos pela banda de blues rock George Thorogood and the Destroyers, que tem uma forte presença na Filadélfia). A razão oficial dada para a ausência do grupo foi que dois de seus músicos de apoio, o guitarrista Andrew Saunders e o saxofonista Will Gregory, saíram da banda devido à expiração de seus contratos, e foram substituídos por Alan Griffiths na guitarra e Josephine Wells tocando saxofone pelo restante da turnê mundial de 1985. No lugar de sua aparição, a banda se comprometeu a doar a renda arrecadada com suas apresentações em Tóquio, Sydney, Londres e Nova York.
Como mais uma doação, a banda também gravou uma versão levemente reescrita de um de seus maiores sucessos e a lançaram como uma iniciativa para arrecadar fundos para o projeto britânico Sport Aid, uma irmã do projeto Band Aid, em que as pessoas participam de corridas de vários níveis e categorias para arrecadar dinheiro que é utilizado em projetos de combate à fome na África. O slogan do Sport Aid foi “I Ran the World” (Eu Corri o Mundo), portanto Tears for Fears lançou “Everybody Wants to Run the World” (5º lugar no Reino Unido e 4º lugar na Irlanda). Indiretamente a banda também se envolveu no single do Band Aid lançado anteriormente, “Do They Know It’s Christmas?” de 1984, que contou com uma versão mais lenta do sample da canção “The Hurting” em sua introdução.

### The Seeds of Love(1989-1990)
Era 1989 antes do grupo lançar seu terceiro álbum, The Seeds of Love (em que Ian Stanley apareceu pela última vez como um membro do Tears for Fears), em uma produção que custou mais de um milhão de libras. O álbum foi escrito em grande parte por Orzabal juntamente com o tecladista Nicky Holland, que excursionou com a banda em sua turnê mundial “The Big Chair”. Movendo-se para vários estúdios e usando vários sets de produtores ao longo de muitos meses, a banda finalmente decidiu se desfazer das gravações e tomar as rédeas do trabalho por ela mesma, com a assistência do engenheiro Dave Bascombe. Muito do material foi gravado em sessões improvisadas e mais tarde foi editado. A longa duração da produção impactou na gestão administrativa da banda, que estava financeiramente sobrecarregada em outras questões de negócios e que esperava por uma data mais recente de lançamento para poder quitar seus débitos.
O álbum manteve a sonoridade épica da banda enquanto mostrou influências crescentes que variam do jazz e blues para os Beatles, o último sendo evidente no single de sucesso “Sowing the Seeds of Love”. O segundo single do álbum foi “Woman in Chains” (um sucesso que entrou para o top 40 no Reino Unido, Canadá, França, Irlanda, Itália, Holanda, Suécia e Estados Unidos), em que Phil Collins toca bateria e Oleta Adams – quem Orzabal mais tarde guiaria para uma bem sucedida carreira solo – fez uma participação nos vocais.
O álbum foi um sucesso mundial, entrando nas paradas do Reino Unido em 1º lugar, compondo o top 10 nos Estados Unidos e em numerosos outros países, e ainda vendendo milhões de cópias no mundo todo. A banda partiu para uma extensa turnê mundial “The Seeds of Love", patrocinada pela Philips, para começar a recuperar a dívida contraída. O show da banda em Santa Barbara, Califórnia, em maio de 1990, foi gravado no DVD "Going to California" e continha singles como “Advice for the Young at Heart” e “Famous Last Words”, que alcançaram modestas colocações nas paradas de sucesso.
Um livro bônus de 64 páginas intitulado "Tears for Fears – The Seeds of Love", foi lançado pela Virgin Books em 1990 e ofereceu uma percepção detalhada de Orzabal, Holland e Adams no processo de composição e produção do álbum, bem como as partituras de cada faixa e raras fotografias promocionais da época.

### Rompimento e carreiras solo
Após The Seeds of Love, Orzabal e Smith tiveram um amargo desentendimento e se separaram em 1991. A separação foi atribuída à complexa mas frustrada abordagem de produção de Orzabal, e no desejo por parte de Smith de diminuir o ritmo de trabalho (antes do lançamento de The Seeds of Love, o casamento de Smith também chegou ao fim). Outro fator referente à separação foi o gerente da banda, Paul King, que declarou falência em 1990 e mais tarde foi condenado por fraude. A dupla assinou contrato com a King’s Outlaw Management Agency em 1982, e se manteve cliente da mesma por todo o resto da década (a agência também gerenciou o fã clube da banda, o Tears for Fears World Service, entre 1983 e 1986).
Porém, no final dos anos 1980, a agência contraiu uma dívida séria e, depois de algumas discrepâncias serem descobertas na gestão financeira de King, Orzabal se tornou cada vez mais preocupado de que Smith estava relutante em deixar de ter King como gerente da banda. Após se tornar foragido em 1990 com débitos de quase 1 milhão de dólares, a falência de King estava declarada. Em 2004, seguido de atividades fraudulentas com seus outros negócios, King foi processado por fraude e preso por três anos e meio, assim como também foi desqualificado para exercer o cargo de diretor de empresas por dez anos.
Seguido ao afastamento de Smith, Orzabal manteve o nome da banda vivo com o lançamento do single “Laid So Low (Tears Roll Down)” em 1992. O single foi lançado para promover a coletânea de maiores sucessos da banda Tears Roll Down (Greatest Hits 82-92), que contou com cada single que alcançou o Top 20, tanto no Reino Unido quanto em outros lugares do mundo, além do projeto beneficente Sport Aid. O álbum atingiu 2º lugar no Reino Unido e obteve desde então disco duplo de platina.
Smith mudou-se para a cidade de Nova York, e em 1993 ele lançou seu primeiro álbum solo, “Soul on Board”. O álbum foi um fracasso de vendas e o próprio Smith disse em muitas ocasiões que ele desprezava essa informação, alegando que ele só realizou esse trabalho para cumprir seu contrato de gravação. Em 1995 ele conheceu o compositor e produtor local Charlton Pettus. Os dois formaram uma parceria que foi descrita por eles como “orgânica”, de escrita simples, com músicas com base na melodia e gravadas em casa num equipamento analógico de época. O resultado foi lançado em 1997 sob o nome de Mayfield, e uma curta turnê pelos Estados Unidos seguiu o lançamento.

### ElementaleRaoul and the Kings of Spain(1993-96)
Em 1993, Orzabal (ainda sob o nome Tears for Fears) lançou o álbum Elemental junto com o colaborador de longa data Alan Griffiths. Co-produzido por Tim Palmer, o trabalho rendeu o sucesso internacional “Break It Down Again” (top 20 no Reino Unido, Canadá, França e Itália) e contou com outra turnê mundial bem sucedida, incluindo uma turnê estudantil nos Estados Unidos, onde “Break It Down Again” atingiu 25º lugar.
O álbum alcançou o Top 10 no Reino Unido, França e Itália, e Top 30 em vários outros países. Embora ele tenha alcançado colocações consideravelmente menores nos Estados Unidos do que os dois álbuns anteriores (45º lugar), ainda ganhou um disco de ouro pelas vendas de mais de meio milhão de cópias. Os singles “Cold”, “Elemental” e “Goodnight Song” alcançaram juntos menores colocações nas paradas de sucesso em certos territórios. A letra de “Cold” contém uma referência mordaz ao ex-empresário da banda, Paul King, quando Orzabal canta: “King foi pego com seus dedos no caixa. Onde está sua calculadora – vai colocá-la em seu testamento?”
Orzabal, ainda trabalhando com Griffiths e Palmer, lançou outro álbum do Tears for Fears, Raoul and the Kings of Spain, em 1995. Esse foi um trabalho mais contemplativo que mergulhou em sua própria herança espanhola e apresentou uma nova influência musical latina. (Raoul era originalmente o nome que os pais de Orzabal deram a ele, e é também o nome de seu primeiro filho). Orzabal afirmou que este não era um álbum conceitual, mas que havia um tema principal, que seria o das relações familiares. O álbum também incluiu uma nova reunião com Oleta Adams, que fez um dueto com Orzabal na faixa “Me and My Big Ideas”.
O álbum não foi um sucesso comercial pelos padrões do Tears for Fears, apesar de que um menor sucesso nas paradas veio através do lançamento do single da faixa-título (top 40 no Reino Unido) e em menor grau, com o single “God’s Mistake”. O lançamento do álbum tinha sido adiado por quase um ano devido a uma troca de gravadora de última hora, da Mercury para a Epic (parte da Sony Music), e a confusão seguinte (pois a Mercury já tinha começado a promoção do material) também não ajudou as chances do álbum. Embora a lista de músicas para o álbum tenha sido alterada a pedido da gravadora, Sony não estendeu o contrato do Tears for Fears seguido ao lançamento do álbum. Uma turnê mundial se seguiu, incluindo datas na América Latina, ainda que Orzabal tenha se recusado a visitar o Reino Unido dessa vez, seu país nativo, exceto por um único show em Londres.
Em 1996 uma compilação que levou o nome de Saturnine Martial & Lunatic foi lançada pela Mercury, que incluiu b-sides e algumas faixas raras do bem sucedido período de 1982 até 1993. O encarte, escrito por Orzabal e Chris Hughes, deu aos fãs uma visão sob o processo de composição, bem como um raro vislumbre de um humor auto-depreciativo a respeito das faixas que eles preferem esquecer.

### Remasterizações e outros projetos
Em 1999 a gravadora Mercury lançou edições remasterizadas dos três primeiros álbuns do Tears for Fears, incluindo b-sides, remixes e versões estendidas. Supervisionado pelo produtor Chris Hughes, as remasterizações também incluíram novos encartes de cada álbum trazendo detalhes e novas visões sobre a música.
Devido ao recorde de fusões e aquisições de empresas no final dos anos 1990, o catálogo do Tears for Fears foi eventualmete colocado nos arquivos da Universal Music. Após realizar o trabalho de produção e algumas composições para a cantora/compositora islandesa Emilíana Torrini em seu álbum de 1999 Love in the Time of Science, Orzabal voltou a trabalhar com Alan Griffths e lançou o álbum "Tomcats Screaming Outside", gravado pela Eagle Records como um projeto solo em seu próprio nome. Enquanto o trabalho do Tears for Fears tinha como base a guitarra, Tomcats Screaming Outside mostrou com um estilo predominantemente eletrônico.

### Reunião:Everybody Loves a Happy Ending
Em 2000, obrigações com as papeladas de rotina levaram a dupla a restabelecer contato entre si após Orzabal assinar um documento de negócios em nome de Smith. Smith voou para Bath (onde Orzabal ainda vivia), eles tiveram um jantar e decidiram trabalhar em um novo álbum juntos.
As sessões de composições das músicas incluíram Charlton Pettus (colaborador de Smith desde meados da década de 1990), e catorze músicas foram escritas e gravadas em menos de seis meses. O álbum subsequente, Everybody Loves a Happy Ending, estava programado para lançamento pela Arista Records no final de 2003, mas uma mudança de gestão na Arista levou a banda a optar por quebrar seu contrato e mudar para a gravadora New Door (uma nova ramificação da Universal Music), e isso acabou atrasando o lançamento do álbum até setembro de 2004. Duas turnês norte-americanas seguiram, e a turnê de 2004 incluiu uma aparição não-ensaiada de Oleta Adams no show de Kansas City para uma apresentação de “Woman in Chains”. A música “Who Killed Tangerine?” foi usada no filme Febre de Bola.
Everybody Loves a Happy Ending foi lançado no Reino Unido e Europa em março de 2005 pela Gut Records, logo após o single “Closest Thing to Heaven” se tornar o primeiro Top 40 do Tears for Fears no Reino Unido em uma década. O clipe promocional para o single foi uma fantasia colorida que contou com a atriz Brittany Murphy dando uma volta em um balão de ar quente. Os lançamentos europeus do álbum continham 14 músicas (a versão americana apenas continha 12 faixas), e uma breve turnê pelo Reino Unido com espaços maiores entre os shows se seguiu em abril.
Em 2005 a banda iniciou discussões com a Universal Music para o lançamento de uma nova antologia que abrangesse seu trabalho até aquela data, incluindo uma nova faixa intitulada “Floating Down the River”. No entanto, o lançamento subsequente (pelo menos nos Estados Unidos) foi uma compilação emitida como parte genérica da série “Gold”, da Hip-O Records, uma subsidiária da Universal Musical, que era especializada em lançar catálogos de compilações com preços acessíveis.
Uma apresentação ao vivo no estádio Parc des Princes em Paris, gravada em junho de 2005, foi lançada em CD e DVD na França e em Benelux. Intitulado Secret World – Live in Paris, o trabalho foi lançado com o selo XIII Bis no início de 2006 e se tornou recorde de vendas, com mais de 70,000 cópias físicas vendidas, além de downloads. O CD continha a canção já mencionada acima “Floating Down the River”, e uma versão remasterizada de uma faixa de Curt Smith/Mayfield, “What Are We Fighting For?”. A relação com a XIII Bis provou ser tão bem sucedida que Smith escolheu a comparativamente pequena gravadora francesa para lançar seu álbum solo de 2007, Halfway, Pleased.
Em 2006, Songs From the Big Chair foi re-lançado novamente pela Universal Music, dessa vez como uma edição deluxe com 2 discos, com b-sides adicionais e raridades, expandindo ainda mais a versão remasterizada de 1999. O lançamento não incluía as letras das músicas como era a intenção da banda com o lançamento original, mas ela veio com um livreto de 24 páginas incluindo várias fotografias e um encarte com novos escritos. O conjunto com 28 músicas continha 2 discos, com o primeiro disco contendo o álbum original e vários b-sides retirados da versão anterior remasterizada de 1999. Também incluía uma rara versão de piano da canção “The Working Hour”, que só tinha sido disponibilizada anteriormente como um item de edição limitada. O segundo disco continha várias versões de 7’’ dos singles (incluindo a já mencionada “The Way You Are”, a regravação de “I Believe” e o remix americano de 1986 da música “Mothers Talk”), seguido por vários remixes 12’’ da época.
Em agosto de 2009, o álbum Raoul and the Kings of Spain também foi relançado pela gravadora Cherry Red Records, contando com sete faixas lados-b da época de seu lançamento original como bônus.

### 2010 - presente
Em abril de 2010, Tears for Fears se juntou à reformulada banda dos anos 80 Spandau Ballet em sua turnê de sete datas pela Austrália e Nova Zelândia, antes de anunciarem uma turnê da própria banda pelo sudeste da Ásia (Filipinas, Cingapura, Hong Kong e Taiwan) e uma turnê de 17 datas pelos Estados Unidos.
A banda continuou a apresentar turnês em pequena escala em uma base anual. Em 2011 e 2012, eles tocaram nos Estados Unidos, Japão, Coréia do Sul, Manila e América do Sul.
Em maio de 2013, Smith confirmou que ele estava compondo e gravando novo material do Tears for Fears com Orzabal e Charlton Pettus. De acordo com Orzabal, eles tem produzido músicas de maneira mais obscura, com peças mais dramáticas. “Há uma faixa que é uma combinação de Portishead e Queen. É loucura.”, Orzabal disse. Em agosto de 2013, Tears for Fears lançou seu primeiro material recém-gravado após quase uma década, com um cover do Arcade Fire, “Ready to Start", disponibilizado no SoundCloud. Em 2014, a faixa foi incluída numa edição limitada de um EP de vinil com 3 faixas de 10’’ que a banda chamou de “Ready Boy & Girls?”, lançado exclusivamente para o Record Store Day, que também contava com covers de Hot Ship, “Boy From School”, e Animal Collective, “My Girls”. Todas as três músicas foram gravadas enquanto a banda trabalhava em seu sétimo álbum de estúdio. Em uma entrevista para a BBC Radio Devon em outubro de 2014, Orzabal declarou que a banda agora assinou um contrato com a Warner Music Group, e que cerca de 5 ou 6 músicas tinham sido concluídas para o novo álbum.
Para comemorar o 30º aniversário do álbum de estréia da banda The Hurting, a Universal Music relançou em outubro de 2013 em duas edições deluxe (uma com um disco duplo e outra com um box contendo 4 discos e um DVD do show de 1983 “In My Mind’s Eye”). Edições deluxe do segundo álbum da banda, Songs From the Big Chair também lançadas em 10 de novembro de 2014, incluindo um box com 6 discos que contava com várias raridades e dois DVDs.
Em 12 novembro de 2014, Tears for Fears apresentou “Everybody Wants to Rule the World” no programa de TV da ABC Jimmy Kimmel Live!.
Em meados de 2015 a banda começou uma série de turnês ao vivo em datas diversas que abrangiam Estados Unidos e Canadá. 
Em 2017, o Tears For Fears se apresentou no Rock in Rio no Brasil.
Em 2021, a dupla anuncia um lançamento depois de 17 anos, apresentando a canção de trabalho "The Tipping Point", que dá nome ao novo álbum, previsto para fevereiro de 2022. 

## Integrantes

### Membros atuais
- Roland Orzabal - vocal, guitarra, teclado (1981 - presente)
- Curt Smith - vocal, baixo, teclado (1981-1991, 2000-presente)

### Ex-integrantes
- Manny Elias - bateria, percussão (1981-1986)
- Ian Stanley - teclado (1981-1987)

## Discografia
Álbuns de estúdio
- The Hurting (1983)
- Songs from the Big Chair (1985)
- The Seeds of Love (1989)
- Elemental (1993)
- Raoul and the Kings of Spain (1995)
- Saturnine Martial & Lunatic (1996)
- Everybody Loves a Happy Ending (2004)
- The Tipping Point (2022)
- Songs for a Nervous Planet (2024)